# Castelo de Bar-sur-Seine
O castelo de Bar-sur-Seine é um castelo fortificado medieval em ruínas, demolido no século XVI. Localizado em Bar-sur-Seine, no departamento de Aube. No nordeste da França.